# Zavodice
Zavodice je naselje u slovenskoj Općini Nazarju. Zavodice se nalazi u pokrajini Štajerskoj i statističkoj regiji Savinjskoj. 

## Stanovništvo
Prema popisu stanovništva iz 2002. godine naselje je imalo 45 stanovnika.